# Natacha Régnier

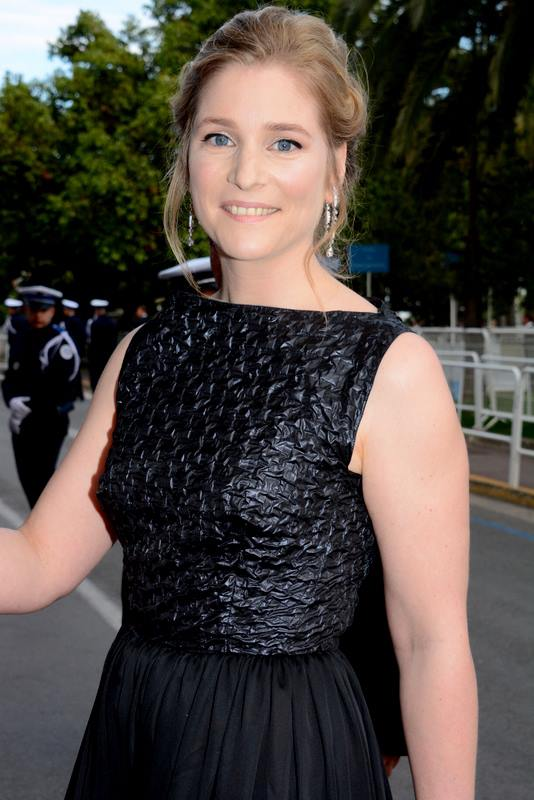
En l'edició del 2014 del Festival de Cannes.

Natacha Régnier (Berlín, 11 d'abril de 1974) és una actriu belga.

## Biografia
Nascuda a Berlín, es va criar a Ixelles. En acabar l'institut, passa un any en el INSAS de Brussel·les, però no acaba la seva formació. Li desaconsellen la carrera d'actriu. Comença els anys 1990 amb alguns curts i més tard coneix a Pascal Bonitzer. Després de certes dificultats a París i papers secundaris, apareix en el film Encore amb Bonitzer el 1996, juntament amb Valeria Bruni-Tedeschi.
El 1998, rep el premi a la millor interpretació femenina en el festival de Canes pel seu paper de Marie Thomas en La Vie rêvée des anges d'Érick Zonca i més tard també amb Élodie Bouchez el premi a la millor actriu europea de l'any. Durant la presentació de la pel·lícula, coneix a Yann Tiersen (autor de la banda sonora original d'Amélie), amb qui té una filla el 2002 i amb qui participa en l'àlbum L'Absente.
Al novembre de 2005, el 19 festival de Brunswick (Baixa Saxònia) li ret homenatge presentant vuit de les seves pel·lícules.

## Filmografia

### Llargmetratges
- 1995: Dis-moi oui, d'Alexandre Arcady.
- 1996: Encore, de Pascal Bonitzer.
- 1998: La Vie rêvée des anges, d'Érick Zonca.
- 1999: Il tempo dell'amore, de Giacomo Campiotti.
- 1999: Els amants criminals (Les Amants criminels), de François Ozon.
- 2000: Tout va bien, on s'en va, de Claude Mouriéras.
- 2001: Comment j'ai tué mon père, d'Anne Fontaine.
- 2001: La Fille de son père, de Jacques Deschamps.
- 2003: Vert paradis, d'Emmanuel Bourdieu.
- 2004: Demain on déménage, de Chantal Akerman.
- 2004: Ne fais pas ça !, de Luc Bondy.
- 2004: Pont des Arts, d'Eugene Green.
- 2004: El capital de Costa-Gavras
- 2004: Le Silence, de Orso Miret.
- 2006: La Raison du plus faible, de Lucas Belvaux.

### Curtmetratges
- 1993: The Motorcycle girl, de Stéphan Carpiaux.
- 1997: La Mouette, de Nils Tavernier.

## Premis
- 1998: Premi a la interpretació femenina pel paper de Marie Thomas a La Vie rêvée des anges d'Erick Zonca
- César a la millor esperança femenina pel paper de Marie Thomas a La Vie rêvée des anges d'Erick Zonca

## Discografia
- 2001: canta Le Parapluie amb Yann Tiersen en el recopilatori Les Oiseaux de passage en homenatge a Georges Brassens.
- 2001: Interpreta L'Échec i Le Concert en l'àlbum L'Absente d'Yann Tiersen.